# 레게아
레게아(Legea, LEGEA) 또는 레지아는 조반니, 에밀리아, 루이지 아칸포라 형제가 1993년에 설립한 이탈리아 운동복 회사이다. 이탈리아 아마추어 축구팀 사이에서 가장 인기 있는 브랜드 중 하나이며 이후 프로 클럽으로 확대되고 있다.
레게아는 몬테네그로 국가대표팀의 기술 후원사이다. 또한 이탈리아의 여러 팀(Palermo, Cosenza calcio, Reggina calcio, Livorno calcio, Nac Breda, N.E.C. 및 네덜란드의 더 뉴 세인츠 FC 및 웨일스의 카마던 타운 AFC, 포르투갈의 CD 페이렌세, 벨기에의 롬멜 유나이티드, 우크라이나의 FC 체르노모레츠 등)을 후원한다.
레기아는 2010년 FIFA 월드컵에서 북한 대표팀을 후원한 유일한 이탈리아 브랜드였다. 레게아는 폼페이에 본사를 두고 있으며 이탈리아 전역에 레게아 포인트(Legea Points, 상점)를 두고 있다. 또한 유럽, 캐나다, 미국 및 호주에도 대리점이 있다.